# Familia (Antigua Roma)

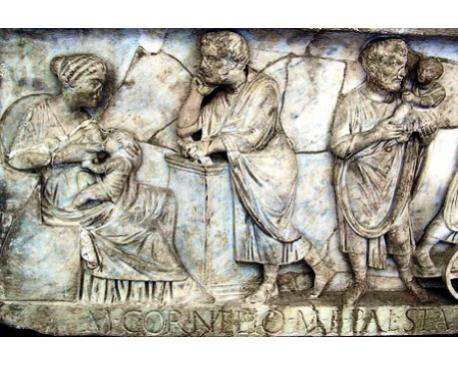
Sepulcro romano con representación de una familia.

La familia romana  fue una institución  de la antigua Roma, presente en el ámbito social y jurídico, que estaba compuesta por todos los que vivían bajo la autoridad del cabeza de familia o pater familias.
Era compuesta por todos aquellos individuos que nacidos libres vivían bajo la conducta propia de un estatus parental natural y jurídico, político, económico, religioso, etc, estatus civil y estatus social al modo romano, esto suponía asumir tanto la protección como la autoridad del cabeza de familia que era el pater familias. Familia también es una palabra con la misma raíz que los famuli ("criados de los Oscos") y por lo tanto en Roma, se comprendía a algunos sirvientes o siervos llamados específicamente fámulos. Desde  el corazón de la familia romana se derivó el concepto de la fide romana (confianza).

## Características
En el derecho romano se tenían cuatro acepciones para la familia: agnaticia, cognaticia, gentilicia y por afinidad.
La familia romana era legalmente tan fuerte que ciertas cuestiones que hoy se tratan en los juzgados o en los templos, entonces se trataban en casa, bajo el mando del cabeza de familia. La familia era realmente la célula básica de la sociedad romana.
El pater familias era el hombre romano que no dependía de nadie (sui iuris) y de quien dependían los demás (alieni iuris). No importaba que estuviese soltero o casado, ni su edad. Una mujer nunca podía ser cabeza de familia.
La patria potestas de un cabeza de familia romano le permitía, de así quererlo, disponer de la vida de cualquier miembro familiar, venderle como esclavo e inclusive darle muerte. Podía también abandonar legalmente a un hijo nacido de su mujer o reconocerlo. Podía incluso prohijar hijos de otros, así como concertar casamientos de los hijos. Realmente, es él quien forma la familia romana.
Como jefe de familia es también el sacerdote de la religión familiar y el juez en los conflictos entre familiares, pero para esto último tiene que contar con el asesoramiento de un consejo familiar.
Para entender lo anterior, hay que tener en cuenta que el parentesco natural, fundado en la descendencia física de la mujer, y que los romanos llamaban cognatio, carecía de valor civil, en tanto el parentesco civil, fundado en el reconocimiento por parte del hombre de su descendencia o en la adopción como hijos de descendencia ajena, y a lo que los romanos llamaban agnatio, era el único parentesco legalmente válido. 
La adoptio era el acto de adoptar a alguien. Pero, si ese alguien era cabeza de familia, se adopta a toda su familia y el patrimonio pasa al adoptante. En este segundo caso se llama adrogatio. Teniendo en cuenta que la autoridad paterna también se llama manus, la emancipatio o 'emancipación' consiste en liberar a un hijo de la potestad paterna o hacerlo pasar a la potestad de otro.
Por la adoptio un hijo extraño pasa a igualarse civilmente al hijo de legítimo matrimonio. Por eso los romanos daban más importancia a la decisión legitimante del pater familias (agnatio) que al hecho físico del parentesco natural (cognatio).

## Clasificación de las familias romanas
En el derecho romano se tenían cuatro acepciones para la familia.

### Familia agnaticia
Se entendía por familia agnaticia al conjunto de personas bajo la misma potestad doméstica, o que lo estarían si el común pater no hubiese muerto, por línea de varón (hasta el sexto grado).
Así, por ejemplo forman parte de la familia agnaticia de un individuo bajo la potestad de su abuelo (avus): su padre (pater), su tío paterno (patruus), su hermano (frates), su hijo (filius), el primogénito de su tío paterno (frater patruelis o patruelis) así como el hijo de este (nepos ex patruelis) o su propio nieto (nepos), así mismo todos los varones adoptados por el pater familias. La muerte del ascendiente no implica la disolución del vínculo hasta el sexto grado.

### Familia cognaticia
Se entendía por familia cognaticia al parentesco por consanguinidad natural. Es decir, las personas vinculadas por la procreación y el nacimiento. 
Se compone de un tronco común y dos líneas:
- Línea recta: Aquellos que descienden unos de otros. Puede ser ascendente o descendente. Por ejemplo: padre, hijo, nieto, bisnieto, etc.
- Línea colateral: Aquellos que no descienden unos de otros pero tienen un tronco común. Por ejemplo: hermanos.

En el ejemplo expuesto en el anterior punto, formarían parte de la familia cognaticia del individuo señalado todos los anteriores señalados además de la abuela (avia), la madre (mater), la hija (filia), la hermana (soror), la tía paterna (amita), el tío materno (avunculus), la tía materna (matertera), la hija del tío paterno (soror patruelis), el hijo y la hija de la tía paterna (amitinus y amitina), el hijo y la hija del tío materno (matruelis), el hijo y la hija de la tía materna (consobrinus y consobrina), y sus descendientes.

### Familia gentilicia
Se entendía por familia gentilicia el conjunto de personas que tenían en común la misma base que la familia agnaticia, es decir, la gens. Sin embargo, se consideran grados más lejanos, con la condición de que los involucrados se sientan parientes.

### Familia por afinidad
Se entendía por familia por afinidad aquella compuesta por uno de los cónyuges y los agnados o cognados del otro. 
Para contar los grados, se cuenta como si un cónyuge ocupara el lugar del otro en su familia.

## Las mujeres en la familia romana
A diferencia de los griegos, que tenían a sus mujeres en las casas y si tenían tiempo libre, no lo pasaban en familia, los romanos sintieron un atractivo grande por la vida doméstica. La mujer aparece como compañera y cooperadora del hombre romano, está a su lado en los banquetes, comparte con él la autoridad sobre los hijos y criados y participa también de la dignidad que tiene su marido en la vida pública. Pero esta libertad no impide que sea austera y reservada, especialmente en la época republicana; incluso en el banquete, la mujer estaba sentada, no recostada, y no bebía vino sino mulsum (vino con miel); en cualquier caso, está siempre en un segundo plano bajo la autoridad marital y es así que no participa en la vida pública, en la política, en la literatura, ni puede ser cabeza de familia e incluso los nombres de oficios de la primera declinación son masculinos.
La educación femenina era prudentemente liberal. En la época infantil niños y niñas se criaban juntos; las escuelas elementales también eran mixtas. Terminados los estudios primarios, las chicas de buena familia continuaban instruyéndose privadamente en el conocimiento de la literatura latina y griega; al mismo tiempo aprendían a tocar la lira, a bailar y a cantar. Esta educación intelectual no impedía que la mujer hiciese determinadas labores: vigilaba y dirigía a las esclavas, atendía los trabajos más delicados, bordaba, etc. Aparte de esto, la mujer no tenía derechos ni podía ser cabeza de familia

## El matrimonio en la Antigua Roma
Para cualquier romano normal el pragmatismo era parte de su forma de pensar, de manera que el matrimonio no se escapaba de esta costumbre utilitarista.
Los romanos, institucionalmente monógamos, concibieron las relaciones sexuales continuadas, con voluntad de convivencia y de vida en común, como un contrato, ya no entre dos personas, sino entre dos familias.
Para empezar, en el derecho romano clásico, para contraer matrimonio era necesario que ambos contrayentes ostentaran la ciudadanía romana. Esto es, que gozaran no sólo del status libertatis sino también del status civitatis (que fueran libres y además, ciudadanos romanos), es decir el IVS CONUBIUM. Cualquier otra unión (p.ej. ciudadano-extranjera) era considerado un concubinato ("contubernio"). 
Debían también (para contraer matrimonio) tener la madurez sexual suficiente (por haber alcanzado una edad o porque biológicamente mostraran signos de haberla alcanzado); usualmente, los hombres se consideraban aptos para casarse a los catorce años y las mujeres a los doce. Los hijos nacidos de este matrimonium iustum (o iusta nuptia) serían sometidos a la patria potestas.
El casamiento de dos jóvenes dependía casi exclusivamente de los padres; pocas veces se tenían en cuenta las inclinaciones de los interesados. Una vez decidido el matrimonio el primer paso era la celebración de los sponsales, ceremonia arcaica en la que los respectivos padres concertaban el casamiento de los hijos y establecían la dote que la joven aportaría al matrimonio. Antiguamente los desposados ya quedaban obligados a la fidelidad recíproca y si el matrimonio no se celebraba en el plazo estipulado, se podía perder la dote. Consultados los dioses, si los agüeros eran favorables, se cambiaban los anillos, que tenían un valor simbólico.
Ante la ley, solo los ciudadanos romanos tenían derecho a contraer matrimonio. La tradición conservó el recuerdo de tiempos en los que los patricios no podían casarse con una plebeya, prohibición caída pronto en desuso (Lex Canuleia). 
Hubo dos formas de matrimonio que estuvieron sucesivamente en vigor:
- matrimonio cum manu: la mujer pasaba a formar parte de la familia de su marido y estaba sujeta a su poder marital (manus). Podía realizarse esta unión de tres maneras:

- Confarreatio: forma sacra de contraer matrimonio. Rito llamado así por la pieza de pan (far) que los esposos ofrecían al Dios Júpiter durante la ceremonia nupcial. Era la forma de casamiento propia de los patricios. Su carácter sacro lo hacía de difícil disolución, pero no imposible (el divorcio sería mediante la difarreatio).
- Coemptio: forma más usual y práctica. Se realizaba una compraventa ficticia de la novia, por la que el marido adquiría la manus (poder) sobre ella. Es la versión matrimonial de la ceremonia de liberación de esclavos, la manumissio.
- Usus: cuando los esposos cohabitaban ininterrumpidamente durante un año, el marido adquiría la manus sobre la mujer; sin embargo, esto podía ser evitado gracias a la "trinoctii usurpatio", según la cual, si la mujer se ausentaba durante tres noches seguidas del hogar marital, evitaba caer en la manus maritalis. Puede verse como una versión matrimonial de la prescripción adquisitiva.
- matrimonio sine manu o libre: en él, la esposa continuaba perteneciendo a la familia paterna y conservando los derechos sucesorios de su familia de origen. A pesar de la facilidad de disolución de este matrimonio (bastaba con la simple separación de los esposos) los romanos tenían conciencia de la seriedad de este vínculo.

### La ceremonia de boda
El ceremonial que mejor se conoce es el patricio. La boda constituía uno de los acontecimientos más importantes dentro de la vida familiar. 
El día de la boda era escogido con toda cautela; sería pernicioso casarse en mayo, mientras que la mejor época era la segunda quincena de junio. 
En la víspera de la boda la joven consagraba a una divinidad sus juguetes de niña; después, se acostaba con el traje nupcial y una cofia de color anaranjado en la cabeza. Eran características de la vestimenta nupcial el peinado y el vestido con velo. El traje era una túnica blanca que llegaba a los pies, ceñida por un cinto. De la cabeza de la desposada caía un velo de color anaranjado (flammentum) que le cubría la cara.
En todos los actos del rito matrimonial la futura esposa era asistida por la pronuba, una matrona casada una sola vez. El rito empezaba consultando los auspicios: si el resultado no era malo, quería decir que los Dioses eran favorables a esta unión. Terminada esta parte, tenía lugar la firma de las tabulae nuptiales (contrato matrimonial) delante de diez testigos; después la pronuba ponía las manos derechas de los esposos una encima de la otra y con esto los esposos se comprometían a vivir juntos. Acabadas las formalidades, tenía lugar el banquete nupcial. 
Después, hacia la tarde, comenzaba la ceremonia de acompañamiento de la esposa a casa del esposo. Este, de repente, fingía arrancar a su joven mujer de los brazos de su madre. Entonces iban a casa del marido. La mujer iba acompañada de tres jóvenes; uno de ellos llevaba una antorcha de espino (spine alba) encendida a la casa de la esposa. La gente que los seguía mezclaba cantos religiosos y pícaros. Cuando llegaban a casa del marido, adornaban la entrada con cintas de lana y la untaban con grasa de cerdo y aceite. El marido le preguntaba a la esposa cómo se llamaba, ella le respondía ubi tu Gaius, ego Gaia ("si tú Gaio, yo Gaia"), entonces los que la acompañaban la levantaban a pulso para que no tocase el quicio de la puerta con el pie y la hacían entrar en la casa. Después era recibida por su marido y la pronuba pronunciaba unas plegarias a la divinidad de la nueva casa (para que recibiesen con agrado a esta nueva habitante); con esto terminaba la fiesta y los invitados volvían a sus casas.
El día de después del casamiento había un banquete íntimo (repotia, reboda) para los parientes de los esposos.

### El divorcio
Como el matrimonio romano estaba pensado para ser una institución que debía renovarse con el consentimiento continuado de los cónyuges (affectio maritalis), se permitía el divorcio. Como todo contrato, el matrimonio podía disolverse o terminarse. Primitivamente, el derecho de revocación pertenecía únicamente al hombre; este solo tenía que reclamarle a su mujer delante de un testigo las llaves de la casa y decirle: tuas res habeto ("coge tus cosas").
En principio, el matrimonio patricio por confarreatio (vid. supra) no podía disolverse, pero pronto los romanos inventaron una ceremonia de efectos contrarios a la primera, a la que llamaron difarreatio.
El matrimonio por usus o por coemptio se terminaba con la mancipatio o transmisión de la potestad del marido en favor de un tercero, que manumitía a la mujer
En el derecho romano se tipificaba el tipo de divorcio según su causa:
- Divortium ex iusta causa: como, por ejemplo, el adulterio de la mujer o el marido.
- Divortium bona gratia: por causas no imputables a algunos de los cónyuges (esterilidad, impotencia, etc.)
- Divortium sine causa: cuando alguno de los cónyuges repudiaba al otro sin que mediase causa que justificara este comportamiento.
- Divortium communi consensu: de mutuo acuerdo.